# 消えた天使
『消えた天使』（原題：The Flock）は、2007年に製作されたアメリカ映画。監督のアンドリュー・ラウにとってはこれが初めてのハリウッド映画となる。

## ストーリー
公共安全局で長年働いてきたエロル・バベッジは、引退前に後任のアリスン・ラウリーの指導を上司から言い渡される。
アリスンがバベッジのやり方に反発する中、ある若い女性が行方不明になる事件が発生する。その女性の家出が疑われる中、バベッジは自分が監視している犯罪者の中に犯人がいると考えていた。

## キャスト
| 役名                   | 俳優                         | 日本語吹替 |
| ---------------------- | ---------------------------- | ---------- |
| エロル・バベッジ       | リチャード・ギア             | 石塚運昇   |
| アリスン・ラウリー     | クレア・デインズ             | 林真里花   |
| ベアトリス・ベル       | アヴリル・ラヴィーン         | 小野涼子   |
| ビオラ・フライ         | ケイディー・ストリックランド | 平栗あつみ |
| ボビー・スタイルズ     | レイ・ワイズ                 | 五王四郎   |
| エドマンド・グルームス | ラッセル・サムズ             |            |
| グレン・カスティス     | マット・シュルツ             |            |
| ハリエット・ウェルズ   | クリスティーナ・シスコ       | 世戸さおり |